# Hagnagora mortipax
Hagnagora mortipax är en fjärilsart som beskrevs av Butler 1872. Hagnagora mortipax ingår i släktet Hagnagora och familjen mätare. Inga underarter finns listade i Catalogue of Life.